# Trudi Canavan
Trudi Canavan (Melbourne, Victoria, Austrália em 23 de outubro de 1969) é uma escritora australiana de livros de fantasia, conhecida pela suas trilogias mais vendidas A Trilogia do Mago Negro e A Idade dos Cinco. Enquanto se estabelecia como escritora, trabalhava como Designer gráfico. Completou sua terceira trilogia, A Trilogia do Espião Traidor em agosto de 2012 com o livro The Traitor Queen (sem tradução encontrada). Após isso, Canavan escreverá uma nova trilogia em um mundo completamente novo chamado Regra do Milênio e será composto de vários mundos que os personagens podem cruzar entre si.

## Biografia
Canavan nasceu em Kew, em Melbourne, Austrália e cresceu no subúrbio de Ferntree Gully. Desde cedo ela era criativa e  interessada em arte, escrita e musica. Após decidir se tornar uma artista profissional ela conquistou sua Certificação avançada em Design Promocional na Melbourne College of Decoration, onde ela recebeu o prêmio por Highest Aggregate Mark in Art Subjects em 1988.

### Série Kyralia
- The Magician's Apprentice (2009) (romance autônomo prequela da Black Magician Trilogy)
- The Black Magician Trilogy

- - The Magicians' Guild (2001)
  - The Novice (2002)
  - The High Lord (2003)

- The Traitor Spy Trilogy (sequência da Black Magician Trilogy)

- - The Ambassador's Mission (2010)
  - The Rogue (2011)
  - The Traitor Queen (2012)

### Série Ithania
- Trilogia The Age of the Five

- - Priestess of the White (2005)
  - Last of the Wilds (2006)
  - Voice of the Gods (2006)

### Série Millennium's Rule
- Thief's Magic (2014)
- Angel of Storms (2015)
- Successor's Promise (2017)
- Maker's Curse (2020)

### Histórias curtas
- "Whispers of the Mist Children" (1999) em Aurealis No. 23 (ed. Dirk Strasser, Stephen Higgins)
- "Room for Improvement"
- "The Mad Apprentice"
- "Doctor Who: Salt of the Earth (Time Trips)"
- "Camp Followers" em Fearsome Journeys